# Platycleis affinis
Espèce
La decticelle côtière, Platycleis affinis, est une espèce de sauterelles de la famille des Tettigoniidae.

## Distribution
Europe, Afrique du Nord (Algérie), Asie. Le choix du nom vernaculaire « decticelle côtière » n'est pas très heureux car cette espèce se trouve aussi à l'intérieur des terres : ainsi, en France on peut la trouver à partir des côtes atlantiques jusqu'à l'Indre et, à partir des côtes de la Méditerranée, jusqu'à l'Ardèche, la Lozère...

## Description

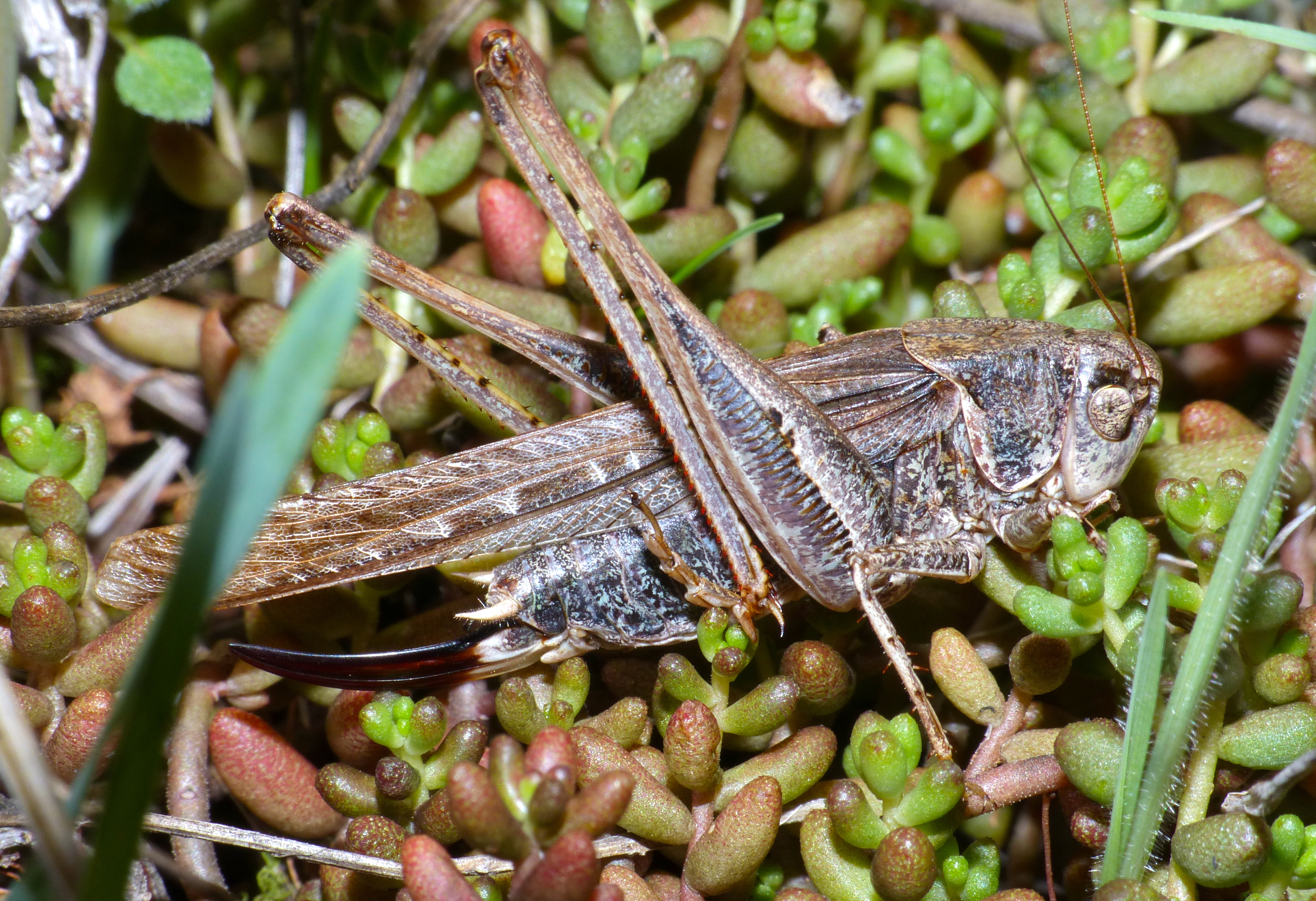
Platycleis affinis - femelle
(Hérault, France).

Le corps brun-jaunâtre est généralement long de 20 à 28 mm, légèrement plus grand que celui de la decticelle chagrinée  (Platycleis albopunctata). Impossible de distinguer les mâles de ces deux espèces sauf par l'étude des genitalia. Les femelles se distinguent par une bosse sur le sixième sternite, un tubercule sur le septième, et une plaque sous-génitale caractérisée par un sillon marqué.

## Reproduction
La decticelle côtière présente une caractéristique particulière de son appareil reproductif: selon une étude de 2010, le mâle détient le record, dans le monde animal, des gonades (testicules) les plus importantes par rapport à sa masse totale, soit 14%. Chacune pèse 70 mg, contre 2.7 mg chez sa proche voisine, la decticelle bariolée (Roeseliana roeselii). Une telle hypertrophie se rencontre chez les espèces dont les femelles multiplient les partenaires reproductifs, afin d'optimiser la transmission de son matériel reproductif. Chez la decticelle côtière, cette propriété permet au mâle d'inséminer plusieurs femelles d'affilée avec une quantité normale de sperme. La femelle copule en moyenne avec 23 mâles pendant sa vie d'adulte de deux mois,.